# Nobody Knows Me
«Nobody Knows Me» es una canción interpretada por la cantante estadounidense Madonna, incluida en su noveno álbum de estudio American Life (2003). Fue compuesta y producida por la cantante y Mirwais Ahmadzaï y publicada por las compañías Maverick y Warner Bros. como un sencillo promocional del álbum en octubre de 2003, en formato de vinilo de 12". No estuvo disponible comercialmente, sino que solo fue enviada como un corte promocional a las discotecas con remezclas producidas por Peter Rauhofer, Mount Sims y Above & Beyond. «Nobody Knows Me» continúa con el tema principal de American Life sobre «la nada» y el uso de tonos negativos en las canciones. De géneros trance, dance y electropop, utiliza efectos de vocoder en la voz de la artista y la letra rechaza la «enfermedad social» de la cultura sensacionalista y critica tanto a la televisión como a las revistas.
En términos generales, obtuvo reseñas favorables de los críticos y periodistas musicales, quienes la consideraron como una de las más destacadas del disco. Desde el punto de vista comercial, debutó en el primer puesto en la lista estadounidense Dance Singles Sales —junto con el sencillo «Nothing Fails»— y las remezclas alcanzaron el cuarto en el conteo Dance Club Songs. También ocupó la posición cuarenta y nueve en el ARIA Club Tracks de Australia. Madonna la interpretó en el Re-Invention World Tour de 2004; era la segunda canción del repertorio y durante la actuación realizaba una coreografía en una cinta transportadora. Ocho años después, para The MDNA Tour (2012), se utilizó como un vídeo interludio en el que se mostraba su rostro transformado en una serie de personas famosas. Una de ellas fue la política francesa de extrema derecha Marine Le Pen, quien denunció a la cantante por superponer una esvástica en la frente, antes de que su rostro se transformara en el de Adolf Hitler. 

## Contexto y grabación
Según Lucy O'Brien, en su libro Madonna: Like an Icon (2008), el concepto principal de American Life era sobre «la nada». Esto fue evidente en títulos como «Nothing Fails», «Nobody Knows Me» y el uso de la palabra «no» en «Love Profusion». Al utilizar un tono negativo, Madonna pudo ser sarcástica en relación con las suposiciones que el público tenía sobre ella y enfatizar su conocimiento sobre el romance. La autora explicó el concepto del álbum y de la canción:
Si Like a Prayer fue su álbum de divorcio, American Life es su [álbum de] psicoanálisis. Incluso hay una referencia directa a Sigmund Freud y lanza innumerables preguntas. ¿Quién soy? ¿A dónde voy? ¿Qué significa todo esto? Gran parte del álbum está impregnado de sarcasmo: desde el hastío [y] desafecto de la canción principal a la insolente «Nobody Knows Me», Madonna está pateando contra el efecto claustrofóbico del culto a las celebridades.
Madonna y Mirwais Ahmadzaï compusieron y produjeron «Nobody Knows Me». Las sesiones de grabación de American Life iniciaron a finales de 2001, pero fueron interrumpidas ya que la cantante filmó la película Swept Away en Malta y protagonizó la obra de West End Up for Grabs, por lo que a finales de 2002 regresó a los Olympic Recording Studios, en Barnes (Londres), y finalizó las sesiones. Ahmadzaï tocó la guitarra y participó en la programación; Mark «Spike» Stent realizó la mezcla en Olympic y en Westlake Recording Studios, ubicados en West Hollywood (California); y Tim Young fue el encargado de la masterización en Metropolis Studios, en Londres.

## Publicación y composición

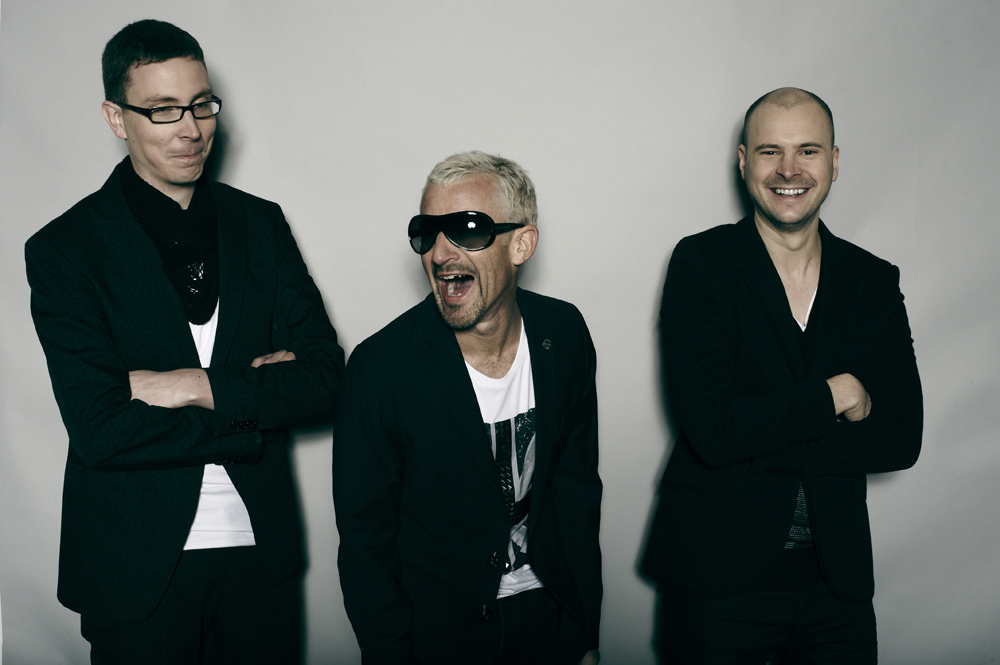
El trío Above & Beyond produjo una remezcla para el lanzamiento promocional de «Nobody Knows Me» titulada «Above & Beyond 12" Mix»

Las compañías Maverick y Warner Bros. Records publicaron «Nobody Knows Me» como un sencillo promocional de American Life en octubre de 2003, en formato de vinilo de 12". No estuvo disponible comercialmente, sino que solo fue enviada a las discotecas como un corte promocional con remezclas producidas por Peter Rauhofer, Mount Sims y Above & Beyond, de las cuales tres aparecieron posteriormente como pistas adicionales en el maxi CD de «Nothing Fails», puesto a la venta el 25 de noviembre de ese año, mientras que la de Above & Beyond figuró en el CD de «Love Profusion», editado el 26 de marzo de 2004 en Europa. Asimismo, la versión «Mount Sims Old School Mix» se incluyó en el EP recopilatorio Remixed & Revisited, también de 2003. Esta última incluye efectos de sonido de «videojuegos» y teclados adicionales; Keith Caulfield de Billboard lo describió como un número «retro de electro de los años 1980». En enero de 2004, Madonna lanzó un libro de edición limitada titulado Nobody Knows Me, que estuvo disponible como pedido anticipado a través de su sitio web oficial desde el 25 de noviembre al 30 de diciembre de 2003, a un costo de veinticuatro dólares (veinte euros para los territorios europeos). Dirigido al público adulto, incluyó 52 páginas de fotografías inéditas con comentarios de «un Ícono y sus ángeles».
«Nobody Knows Me» es una canción de géneros trance, dance y electropop y contiene efectos electrónicos y un ritmo «intenso» en un estilo retro. Se caracteriza por tener la voz de Madonna manipulada con vocoder, que se acompaña de sintetizadores que emiten pitidos en un acorde menor y secciones con percusiones fuertes y baterías funk que enfatizan la melodía durante los versos. Samuel R. Murrian, de la revista Parade, la describió como un «torbellino de bips y pitidos electrónicos alrededor de Madonna». Según la partitura publicada en Sheet Music Now por EMI Music Publishing, se establece en un compás de 4/4 con un tempo «moderadamente rápido» de 120 de pulsaciones por minuto. La letra rechaza la «enfermedad social» de la cultura sensacionalista y critica tanto a la televisión como a las revistas. En la primera estrofa la intérprete canta I've had so many lives / Since I was a child / And I realize / How many times I've died / I'm not that kind of guy / Sometimes I feel shy / I think I can fly / Closer to the sky («He tenido tantas vidas desde que era una niña y me di cuenta de cuántas veces he muerto / No soy esa clase de persona, a veces me siento tímida, creo que puedo volar más cerca del cielo»); para Jim DeRogatis, dichos versos fueron una de sus declaraciones «más profundas» en American Life. También reflexiona pensamientos como It's no good when you're misunderstood, but why should I care what the world thinks of me? («No es bueno cuando te sientes incomprendido, pero ¿por qué debería importarme lo que el mundo piense de mí?»). James Hannaham de la revista Spin comentó que Madonna se queja del precio de la fama, mientras que Nicolás Alvarado de Letras Libres señaló que «huye del bullicio de la falsa sociedad». Esto puede reflejarse en las líneas This world is not so kind / People trap your mind / It's so hard to find / Someone to admire («Este mundo no es tan agradable, la gente controla tu mente, es tan difícil encontrar a alguien a quien admirar»); según Chuck Arnold de Billboard, se percibe una sensación de «desilución». Johnny Davis de NME concluyó que en la canción se descubre que «la vida es muy rara y sin errores».

## Recepción crítica

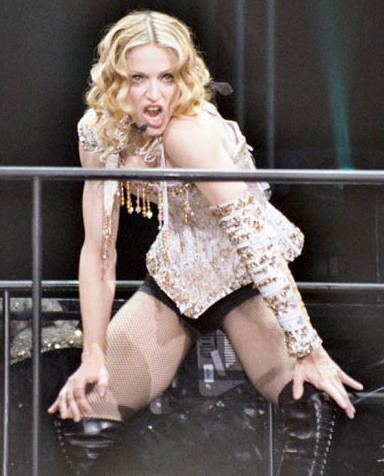
Madonna interpretando «Nobody Knows Me» en uno de los conciertos del Re-Invention World Tour de 2004

En términos generales, «Nobody Knows Me» obtuvo comentarios favorables de los críticos y periodistas musicales, quienes acordaron que era una de las canciones más destacadas de American Life. Así lo expresó James Hannaham de Spin, quien además la comparó con «I Feel Love» (1977) de Donna Summer. Un editor de The People le otorgó cinco puntos de cinco y recalcó que no solo era la mejor del álbum, sino una de las mejores de su historia y prueba «por qué Madonna es la reina del pop». Stephen Thomas Erlewine de Allmusic también la eligió como una de las mejores y señaló que es uno de los momentos en los que el disco puede ser «bastante conmovedor». Jon Pareles del New York Times la consideró la «más bailable» del material, y Sal Cinquemani de Slant Magazine afirmó que era la «melodía más gratificante». Por su parte, Sebas E. Alonso de Jenesaispop la calificó como «la mejor de las canciones modernas». Edna Gundersen de USA Today declaró que la «perfección sonora de "Nobody Knows Me" da fe de sus habilidades intactas como una inteligente compositora de música pop».
Serene Dominic del Metro Times elogió la programación de Ahmadzaï como lo mejor del álbum y destacó que el tema evita cualquier falla «cuando todo se derrumba y te quedas con Madonna y una guitarra acústica como si fuera una mala noche de micrófono abierto con Jewel». Ken Tucker de Entertainment Weekly la nombró «realmente emocionante» y remarcó que implementa una paradoja astuta de «forma versus contenido», en el sentido de que la artista usa el truco de estudio «tecnófilo» de distorsionar rítmicamente su voz para hacer argumentos «tecnofóbicos (anti-TV, pro-privacidad)». Alan Braidwood de la BBC sintió que era una «locura», con sus sintetizadores «muy electrónicos, caóticos, rápidos, maníacos y fuertes», y agregó que se necesitaría escucharla varias veces para poder «comprenderla realmente». Chuck Arnold de Billboard la llamó un «golpe de rock zigzagueante» y Javier A. Fernández de El País calificó a la letra como «muy dramática». Paul Ress de Q la consideró «simple», llena de «drama, oscuridad y sorpresas».
En otras opiniones más variadas, algunos periodistas analizaron la letra, como es el caso de O'Brien, que la describió como «ingenua» pero «desafiante», que desestima a los críticos que no tienen conocimiento del «ser interno [de Madonna] sospechosamente cauteloso». Además, opinó que la canción te deja «aturdido». John Payne de LA Weekly declaró que en «Nobody Knows Me» uno puede imaginar una sensación real «profundamente arraigada» en Madonna, y prosiguió: «"¿Por qué debería importarme lo que el mundo piense de mí?" O sea, sí, sí le importa lo que el mundo piense de ella. Dice que se retirará de la opinión pública, porque, ¿quién necesita eso, eh?». Para Spence D., del sitio IGN, le pareció un outtake de Music (2000), su anterior trabajo discográfico, y aseguró que la letra era «simplista» y que avergonzaría a Dr. Seuss. No obstante, elogió el estribillo «hipnótico» y expresó que la música era «lo mejor del disco hasta ahora». El autor además señaló que este debería haber sido el sencillo principal. Jessica Winter de The Village Voice sintió que era «agresiva» y «menos pegadiza que contagiosa», y observó que la voz editada de la cantante era «redundante». Dan Gennoe de Dotmusic sostuvo que el relato de Madonna sobre tener una crisis de la personalidad no había sido muy afortunado. Añadió: «Simplemente palabras que riman (mal) esparcidas sobre lo que parece ser un secuenciador cayendo por las escaleras, solo sirve para demostrar que ni Madonna puede deshacer el daño hecho por Cher a la imagen del vocoder». De manera similar, Dita di Prima de Playlouder desaprobó la letra y comentó que cuenta con un vocoder «tan anticuado que probablemente Cher envió un equipo de búsqueda». En la misma línea, Bernard Zuel de The Sydney Morning Herald la tildó de «vergonzosa» y Ed Howard de Stylus Magazine opinó que cada vez que se desvía de temas de amor y felicidad, ella recurre al «incendiario inútil» como en «Nobody Knows Me». Rikky Rooksby, autor de The Complete Guide to the Music of Madonna, fue más crítico aún y dijo que podría ser la canción «más tonta» que haya grabado.
| Uno podría esperar que el Auto-Tune en su voz actualice un poco la canción, pero sirve bastante bien para ilustrar la exploración [...] del sonido y la imagen de Madonna a lo largo de los años. Cuando has vivido tantas vidas como ella, [...] debe ser fácil sentirse incomprendido. Considerando las cosas, este número olvidado de uno de sus álbumes menos querido aún suena innovador más de doce años después de su grabación. —Nathan Smith, de Houston Press, en su reseña a «Nobody Knows Me» en la lista «Las diez mejores canciones de Madonna del siglo XXI». |

En reseñas retrospectivas, Hunter Hauk del Dallas Observer reconoció a Ahmadzaï por haber convencido a Madonna de que se arriesgara en el estudio y la denominó la «canción más extraña» que ha hecho, pero también una de las «más honestas». Christopher Rosa de VH1 alabó el ritmo «frenético y experimental» y la consideró una de las más infravaloradas de la artista y de las más destacadas de American Life. Michael Slezak de Entertainment Weekly admitió que el disco fue demasiado «sermoneador» para su propio bien, y «Nobody Knows Me» estaba entre las principales transgresoras. Asimismo, subrayó que si uno trata el vocoder «como otro efecto futurista», el mensaje se disipa en el «mayor espectáculo de sonido envolvente, y te queda una canción que te dará ejercicio en la pista de baile o en la cinta de correr». También figuró dentro de las 100 mejores canciones de Madonna, elaborada por el periodista Samuel R. Murrian de Parade. Louis Virtel creó el mismo conteo para el sitio NewNowNext y la ubicó en el puesto número 82; aprobó la combinación de la «electrónica vibrante y la melodía auténtica» de la pista. La remezcla «Mount Sims Old School Mix» apareció en la posición 77 del ranking de Billboard; Nolan Feeney comentó que «intensifica la experiencia y agrega texturas y melodías que echarás de menos cuando vuelvas a la [versión] original», que si bien aclaró que no era «monótona», sí remarcó que «para una canción sobre la identidad, tiene sentido que su voz fuese procesada y editada hasta el olvido». Por último, en febrero de 2013 Matthew Rettenmund, autor de la Encyclopedia Madonnica y del sitio Boy Culture, la incluyó en la posición 99 de «La inmaculada percepción: cada canción de Madonna, de mejor a peor», una lista sobre las 221 pistas grabadas por la intérprete desde sus primeros inicios en la década de 1980 hasta ese entonces.

## Recepción comercial
El sencillo ingresó al top cincuenta de la lista Dance Club Songs el 8 de noviembre de 2003. Con el paso de las semanas fue ascendiendo y finalmente llegó al cuarto sitio el 13 de diciembre, por lo que fue el 41.º top diez de la cantante. En la edición siguiente se mantuvo en ese lugar, mientras «Me Against the Music» —su colaboración con Britney Spears— y «Nothing Fails» se ubicaban en la segunda y trigésima posición, respectivamente. Ello convirtió a Madonna en la única artista desde febrero de 1985 en tener tres entradas en dicha lista simultáneamente. El 27 de diciembre, la versión «Nothing Fails»/«Nobody Knows Me» —incluida en el maxi CD— debutó en el primer lugar del conteo Dance Singles Sales, a la vez que «Me Against the Music» ascendía al segundo, de manera tal que pasó a ser la primera artista en más de seis años en ocupar los dos primeros lugares y la primera en los últimos veinte años en tener tres títulos en los treinta primeros del Dance Club Songs, cuando «Me Against the Music» alcanzó el primer puesto, «Nobody Knows Me» descendía al décimo y «Nothing Fails» subía del treinta al veinte. En total, el tema permaneció catorce semanas en Dance Club Songs y cuarenta y siete en Dance Singles Sales. En el ranking anual de este último, «Me Against the Music» ocupó el número uno, «Nothing Fails»/«Nobody Knows Me» el dos y «Love Profusion» el tres; Billboard informó que la intérprete fue la primera persona en la historia de la lista en tener las tres canciones más exitosas del año. En Australia la remezcla Peter Rauhofer/Above & Beyond entró en la posición ochenta en ARIA Club Tracks y alcanzó la cuarenta y nueve la semana siguiente.

## Presentaciones en vivo
Durante los preparativos para el Re-Invention World Tour de 2004, Madonna ensayó «Nobody Knows Me» con la remezcla «Peter Rauhofer's Private Life». Finalmente, cuando la gira inició la interpretó en su versión original y fue la segunda canción del primer segmento del concierto, después de «Vogue» (1990). Lució un corsé incrustado de joyas de color champaña inspirado en el siglo XIX y creado por el diseñador francés Christian Lacroix. Luego de «Vogue», que era el número de apertura, comenzaba una versión enérgica del tema y la artista realizaba una coreografía en una cinta transportadora, mientras que en las pantallas de fondo se mostraba parte de la letra de la canción iluminada con luces de láser. Cuando finalizó, prosiguió a la interpretación de «Frozen» (1998) rodeada de hielo seco en el escenario. Según Dirk Timmerman, autor de Madonna Live! Secret Re-inventions and Confessions on Tour (2006), hizo playback en la presentación, y Sean Piccoli del Sun-Sentinel señaló que su voz parecía editada y «robótica». Sonia Murray, de The Atlanta Journal-Constitution, fue más positiva y comentó que Madonna «se pavonea[ba] sola en el escenario con confianza». El tema figuró en su documental y primer álbum en vivo I'm Going to Tell You a Secret, lanzado en junio de 2006. Para promocionar el material se publicó en iTunes un sencillo en vídeo digital que incluyó las presentaciones de «Nobody Knows Me» y «Music» (2000).
Ocho años después, para la gira The MDNA Tour de 2012, se utilizó como vídeo interludio y daba inicio al último segmento del espectacúlo, titulado Redención. El vídeo, creado por Johan Söderberg y Tom Munro, incluyó como homenaje fotografías de Tyler Clementi y otros adolescentes que se habían suicidado por culpa del acoso. En el escenario, los bailarines personificaban a presos y policías y ejecutaban una coreografía de slackline. En las pantallas se proyectaban símbolos religiosos musulmanes, imágenes cristianas y signos monetarios, y se utilizó el efecto morphing en el que el rostro de Madonna se transformaba en una serie de figuras políticas y sociales, entre ellas el entonces presidente chino Hu Jintao, la excandidata a vicepresidente por el Partido Republicano Sarah Palin y el papa Benedicto XVI. También apareció la imagen de la política francesa de extrema derecha Marine Le Pen con una esvástica superpuesta en la frente, antes de que se transformara en la cara de Adolf Hitler. Le Pen se mostró enfurecida al respecto y amenazó con demandar a la artista si mantenía el vídeo en el concierto de París el 14 de julio —misma fecha que se conmemora el Día Nacional de Francia— así como en Niza, donde también se presentó. En una entrevista con el periódico Le Parisien, declaró: «Es una cantante vieja. Ya no sabe qué hacer para que la gente hable de ella porque sus canciones ya no tienen éxito. [...] Es comprensible que los cantantes viejos que necesitan publicidad lleguen a tales extremos».
Sin embargo, en esa fecha mencionada el vídeo se mantuvo sin cambios, lo que llevó a que en los siguientes días Le Pen presentara una demanda contra ella en los tribunales de París por «insulto público». La portavoz del gobierno socialista del país, Najat Vallaud-Belkacem, también expresó su decepción y calificó la comparación como «lamentable». De modo similar, Florian Philippot, vicepresidente del Frente Nacional, la describió como una «provocación y un insulto muy grave» y acusó a la cantante de «intentar atraer más gente a sus shows». En el concierto en el Olympia de París, realizado el 26 de julio, Madonna respondió diciendo: «Sé que he enojado a una tal Marine Le Pen. No es mi intención hacerme enemigos». Tiempo después explicó en una entrevista con la cadena brasileña Rede Globo que la secuencia trataba sobre «la intolerancia que los seres humanos tenemos el uno por el otro. Y cuánto juzgamos a las personas antes de conocerlas. Por esa razón se hace en la canción "Nobody Knows Me"». Durante su presentación en Niza el 21 de agosto, la esvástica fue eliminada y en su lugar se agregó un signo de interrogación. Isabel Alonso Matías, de El País, aseguró que la cantante cedió ante las presiones y tomó la decisión de reemplazar la cruz gamada para evitar «más líos», ya que anteriormente había recibido varias demandas en Rusia por defender los derechos LGBT en aquel país. La actuación se incluyó en el cuarto álbum en vivo de Madonna, MDNA World Tour (2013). Como reseña, Marc Francis del periódico The Heights afirmó que fue el vídeo «más impactante» del concierto, con su serie de imágenes «dolorosas [sobre] los prejuicios y el odio que enfrenta nuestro mundo».

## Lista de canciones y formatos
| 12" |                                                             |          |  |
| N.º | Título                                                      | Duración |  |
| 1.  | «Nobody Knows Me» (Peter Rauhofer's Private Life Mix Pt. 1) | 8:07     |  |
| 2.  | «Nobody Knows Me» (Mount Sims Old School Mix)               | 4:46     |  |
| 3.  | «Nobody Knows Me» (Above & Beyond 12" Mix)                  | 8:50     |  |
| 4.  | «Nobody Knows Me» (Mount Sims Italo Kiss Mix)               | 5:25     |  |

| Sencillo en vídeo digital |                          |          |  |
| N.º                       | Título                   | Duración |  |
| 1.                        | «Music» (Live)           | 2:31     |  |
| 2.                        | «Nobody Knows Me» (Live) | 3:36     |  |

| «Nothing Fails» - Maxi CD |                                                          |          |  |
| N.º                       | Título                                                   | Duración |  |
| 1.                        | «Nothing Fails» (Peter Rauhofer's Classic House Mix)     | 8:24     |  |
| 2.                        | «Nothing Fails» (Nevins Big Room Rock Mix)               | 6:44     |  |
| 3.                        | «Nothing Fails» (Tracy Young's Underground Mix)          | 7:29     |  |
| 4.                        | «Nothing Fails» (Nevins Global Dub)                      | 7:45     |  |
| 5.                        | «Nothing Fails» (Jackie's In Love In The Club Mix)       | 7:28     |  |
| 6.                        | «Nobody Knows Me» (Peter Rauhofer's Private Life Part 1) | 8:07     |  |
| 7.                        | «Nobody Knows Me» (Above & Beyond 12" Mix)               | 8:45     |  |
| 8.                        | «Nobody Knows Me» (Mount Sims Italo Kiss Mix)            | 5:26     |  |

## Posicionamiento en listas
| País (Lista 2003-04)                                           | Posición más alta |
| -------------------------------------------------------------- | ----------------- |
| Australia (ARIA Club Tracks)                                   | 49                |
| Estados Unidos (Dance Club Songs)                              | 4                 |
| Estados Unidos (Dance Singles Sales) Junto con «Nothing Fails» | 1                 |

| País (Lista 2004)                    | Posición |
| ------------------------------------ | -------- |
| Estados Unidos (Dance Singles Sales) | 2        |

## Créditos y personal

### Dirección
- Grabado en Olympic Recording Studios (Barnes, Londres)
- Mezclado en Olympic Studios y Westlake Audio
- Masterizado en Metropolis Studios (Londres)
- Publicado por WB Music Corp./Webo Girl Publishing Inc. admin. por WB Music Corp. (ASCAP)/1000 Lights Music Limited (SACEM)
- ℗ 2003 Warner Bros. Records Inc. Warner Music Group, una compañía de AOL Time Warner.

### Personal
- Madonna: voz, composición, producción
- Mirwais Ahmadzaï: composición, producción, programación, guitarra
- Mark «Spike» Stent: mezcla
- Tim Young: masterización
- Orlando Puerta: A&R (remezclas)
- Caresse Henry: gestión (Caliente Management)

Créditos adaptados de las notas del álbum American Life y del vinilo de 12" promocional.